# Amata acelidota
Amata acelidota là một loài bướm đêm thuộc phân họ Arctiinae, họ Erebidae.